# استمبریج
استمبریج (به انگلیسی: Stambridge) یک روستا و محله مدنی در بریتانیا است که در Rochford واقع شده‌است. استمبریج ۷۰۰ نفر جمعیت دارد.